# ハンナ・ヴァーグ
ハンナ・ヴァーグ（Hanna Waag、1904年5月24日 - 1995年8月13日）は、ドイツの女優。

## 出演作品
- セロ弾く乙女
- ワルツ合戦
- カラマゾフの兄弟（カーチャ）
- 別れの曲（コンスタンツィア）
- 最後の歌